# Quadient
Quadient S.A. (Euronext: QDT

) er en fransk virksomhed, der fremstiller postudstyr, business-automatisering og kundeerfaringsstyring. Virksomheden blev oprindeligt etableret som Neopost i 1924 i Storbritannien. De har ca. 5.693 ansatte og en årsomsætning på 1 mia. euro. Deres produkter sælges i 90 lande.